# Вертеп (Коми)
Вертеп (коми Вертеп) — деревня в Ижемском районе Республики Коми России. Входит в состав сельского поселения Краснобор.

## Этимология
Название происходит от русского слова вертеп, которое в одном из своих вариантов употребления означает «большой овраг с непроходимым кустарником, лесом; возвышенность, холм с логами». Название даёт характеристику окружающей деревню местности.

## История
Вертеп был основан во второй половине XIX века. В 1873 году в деревне имелось 55 дворов и проживало 495 человек; в 1905 году — 86 дворов и 800 жителей (375 мужчин и 425 женщин).
По состоянию на 1920 год, в деревне Вертепской имелось 104 двора и проживало 589 человек (243 мужчины и 346 женщин). В административном отношении входила в состав Красноборского общества Красноборской волости Ижмо-Печорского уезда.

## География
Деревня находится в северо-западной части Республики Коми, в пределах Печорской низменности, на правом берегу протоки Красноборской реки Ижмы, на расстоянии примерно 44 километров (по прямой) к северо-западу от села Ижмы, административного центра района. Абсолютная высота — 38 метров над уровнем моря.
Климат
Климат характеризуется как умеренно континентальный, с продолжительной морозной многоснежной зимой и коротким прохладным летом. Средняя температура воздуха самого тёплого месяца (июля) составляет 14,6 °C; самого холодного (января) — −17,4 °C. Среднегодовое количество атмосферных осадков составляет 527 мм.
Часовой пояс
Вертеп, как и вся Республика Коми, находится в часовой зоне МСК (московское время). Смещение применяемого времени относительно UTC составляет +3:00.

## Население
| 2010 |
| ---- |
| 600  |

Гендерный состав
По данным Всероссийской переписи населения 2010 года в гендерной структуре населения мужчины составляли 51,8 %, женщины — соответственно 48,2 %.
Национальный состав
Согласно результатам переписи 2002 года, в национальной структуре населения коми составляли 52 % из 646 чел., коми-ижемцы — 45 %.